# Laura Pous Tió
Pous  Tió est un nom espagnol. Le premier nom de famille, en général paternel, est Pous ; le second, en général maternel, souvent omis, est Tió.
Laura Pous Tió (née le 1er octobre 1984 à Granollers) est une joueuse de tennis espagnole, professionnelle de 2003 à 2017.
Elle a remporté un match dans un tournoi du Grand Chelem à l'US Open 2011 après l'abandon de Misaki Doi. Elle a atteint le 72e rang mondial en simple le 30 janvier 2012. Fin avril, elle a atteint sa seule finale WTA au tournoi de Fès où elle s'incline face à la Néerlandaise Kiki Bertens. Elle a en outre remporté 20 tournois ITF en simple, le plus important à Cagnes-sur-Mer en 2005.
En dehors du circuit professionnel, elle a décroché la médaille d'argent en simple et la médaille d'or en double aux Jeux méditerranéens de 2005 à Almería et 2009 à Pescara.

## Palmarès

### Titre en simple dames
Aucun

### Finale en simple dames
| No | Date       | Nom et lieu du tournoi         | Catégorie | Dotation  | Surface      | Vainqueure   | Score    |          |
| -- | ---------- | ------------------------------ | --------- | --------- | ------------ | ------------ | -------- | -------- |
| 1  | 23-04-2012 | GP Princesse Lalla Meryem, Fès | Intern'l  | 220 000 $ | Terre (ext.) | Kiki Bertens | 7-5, 6-0 | Parcours |

### Titre en double dames
Aucun

### Finale en double dames
| No | Date       | Nom et lieu du tournoi          | Catégorie | Dotation  | Surface      | Vainqueures                        | Partenaire     | Score             |          |
| -- | ---------- | ------------------------------- | --------- | --------- | ------------ | ---------------------------------- | -------------- | ----------------- | -------- |
| 1  | 14-02-2011 | XIX Copa BBVA-Colsanitas Bogota | Intern'l  | 220 000 $ | Terre (ext.) | Edina Gallovits-Hall Anabel Medina | Sharon Fichman | 2-6, 7-66, [11-9] | Parcours |

## Parcours en Grand Chelem

### En simple dames
| Année | Open d'Australie | Open d'Australie    | Internationaux de France | Internationaux de France | Wimbledon       | Wimbledon             | US Open         | US Open           |
| ----- | ---------------- | ------------------- | ------------------------ | ------------------------ | --------------- | --------------------- | --------------- | ----------------- |
| 2004  | —                | —                   | —                        | —                        | —               | —                     | Q3              | Maureen Drake     |
| 2005  | Q1               | Li Ting             | Q2                       | Clarisa Fernández        | Q2              | Kateřina Böhmová      | 1er tour (1/64) | Maria Kirilenko   |
| 2006  | 1er tour (1/64)  | A.-L. Grönefeld     | 1er tour (1/64)          | Jelena Janković          | 1er tour (1/64) | Melinda Czink         | Q3              | Vasilisa Bardina  |
| 2007  | 1er tour (1/64)  | Anastasiya Yakimova | Q3                       | Ágnes Szávay             | Q1              | Monique Adamczak      | —               | —                 |
|       |                  |                     |                          |                          |                 |                       |                 |                   |
| 2010  | —                | —                   | Q1                       | Michaëlla Krajicek       | Q1              | Evgeniya Rodina       | Q1              | Valérie Tétreault |
| 2011  | 1er tour (1/64)  | Vesna Dolonc        | 1er tour (1/64)          | Alexandra Dulgheru       | 1er tour (1/64) | Elena Vesnina         | 2e tour (1/32)  | Julia Görges      |
| 2012  | 1er tour (1/64)  | Francesca Schiavone | 1er tour (1/64)          | Chanelle Scheepers       | 1er tour (1/64) | Anne Keothavong       | Q1              | Maria Sanchez     |
|       |                  |                     |                          |                          |                 |                       |                 |                   |
| 2015  | —                | —                   | Q3                       | Teliana Pereira          | Q1              | Bethanie Mattek-Sands | Q2              | Anna Tatishvili   |
| 2016  | Q1               | Chang Kai-chen      | Q1                       | Olga Savchuk             | —               | —                     | —               | —                 |

N.B. : à droite du résultat se trouve le nom de l'ultime adversaire.

### En double dames
N.B. : le nom de la partenaire se trouve sous le résultat ; le nom des ultimes adversaires se trouve à droite.

## Parcours en «Premier Mandatory» et «Premier 5»
Découlant d'une réforme du circuit WTA inaugurée en 2009, les tournois WTA « Premier Mandatory » et « Premier 5 » constituent les catégories d'épreuves les plus prestigieuses, après les quatre levées du Grand Chelem.

### En simple dames
| Année |              | Premier Mandatory             | Premier Mandatory       | Premier Mandatory           | Premier Mandatory |       | Premier 5 | Premier 5 | Premier 5  | Premier 5 | Premier 5 | Premier 5 | Premier 5 |
| Année | Indian Wells | Miami                         | Madrid                  | Pékin                       |                   | Dubaï | Rome      | Canada    | Cincinnati | Tokyo     | Tokyo     |           |           |
| Année | Indian Wells | Miami                         | Madrid                  | Pékin                       | Doha              |       | Rome      | Canada    | Cincinnati | Tokyo     | Tokyo     |           |           |
| Année | Indian Wells | Miami                         | Madrid                  | Pékin                       |                   |       | Rome      | Canada    | Cincinnati | Tokyo     | Tokyo     |           |           |
| 2011  |              | 2e tour (1/32) S. Stosur      |                         | 1er tour (1/32) J. Janković |                   |       |           |           |            |           |           |           |           |
| 2012  |              | 1er tour (1/64) K. Zakopalová | 1er tour (1/64) V. King |                             |                   |       |           |           |            |           |           |           |           |

Sous le résultat, l’ultime adversaire.

### En double dames
| 2011 |   |   |   |                                                                                |   |   |   |   |   |   |   |   |   |   |   |   |   |   |  |  |
| —    | — | — | — | 1er tour (1/16) Domínguez \|\| style="text-align:left;" \| Jans Rosolska       | — | — | — | — |   |   | — | — | — | — | — | — | — | — |  |  |
| 2012 |   |   |   |                                                                                |   |   |   |   |   |   |   |   |   |   |   |   |   |   |  |  |
| —    | — | — | — | 1er tour (1/16) Domínguez \|\| style="text-align:left;" \| Llagostera Martínez | — | — |   |   | — | — | — | — | — | — | — | — | — | — |  |  |

N.B. : le nom de la partenaire se trouve sous le résultat ; le nom des ultimes adversaires se trouve à droite.

## Parcours en Fed Cup
| #                                                                | Date       | Lieu   | Surface      | Gagnante(s)                 | Perdante(s)                      | Score         |          |
|                                                                  |            |        |              |                             |                                  |               |          |
| 2007 - 1/4 de finale (groupe mondial) - Russie - Espagne - 5 : 0 |            |        |              |                             |                                  |               |          |
| 1                                                                | 21/04/2007 | Moscou | Terre (int.) | Nadia Petrova Elena Vesnina | Lourdes Domínguez Laura Pous Tió | 6-1, 4-6, 6-2 | Parcours |

## Classements WTA en fin de saison
| Année          | 2003 | 2004 | 2005 | 2006 | 2007 | 2008 | 2009 | 2010 | 2011 | 2012 | 2013 | 2014 | 2015 | 2016 | 2017 |
| Rang en simple | 442  | 155  | 82   | 98   | 164  | —    | 719  | 108  | 75   | 166  | 269  | 229  | 200  | 285  | —    |
| Rang en double | —    | 188  | 241  | 277  | 210  | —    | 822  | 164  | 136  | 1158 | 591  | 577  | 243  | 185  | 1290 |

Source : (en) Classements de Laura Pous Tió sur le site officiel de la Fédération internationale de tennis